# Bahnstrecke Bensheim–Lindenfels
Die Bahnstrecke Bensheim–Lindenfels war ein Eisenbahnprojekt, das über das Planungsstadium hinaus aber nie gedieh.

## Geschichte

### Erste Ansätze
Ab etwa 1862 wurde das Projekt einer Bahnstrecke von Bensheim nach Lindenfels erwogen. Die 1846 eröffnete Bahnstrecke Frankfurt am Main–Heidelberg brachte den an der Strecke liegenden Gemeinden große wirtschaftliche Vorteile und drohte, die abseits gelegenen Gemeinden wirtschaftlich abzuhängen. 1864 übergab die Stadt Bensheim eine Bittschrift an Großherzog Ludwig III., ohne dass etwas geschah. 1869 wurde die Nibelungenbahn von Worms nach Bensheim eröffnet. Damit hatte die Stadt Worms großes Interesse, Güter aus dem Quellverkehr des Odenwaldes per Bahn an ihren Rheinhafen zu befördern. In der Folge befürwortete sie den Weiterbau nach Lindenfels, wann immer eine Stellungnahme dazu abzugeben war. 1872 erhielt ein Würzburger Eisenbahnkomitee die Genehmigung des hessischen Innenministeriums, Vermessungsarbeiten für ein Eisenbahnprojekt von Würzburg über Miltenberg, Reichelsheim und Lindenfels nach Bensheim durchzuführen. 1895 versuchte der Bensheimer Postdirektor Hallwachs ein weiteres Mal, die verschiedenen Interessengruppen zu einem gemeinsamen Projekt zu bewegen. 1896 war die Zweite Kammer der Landstände des Großherzogtums Hessen, das Parlament, bereit, die Bahn zu genehmigen, 1899 erneut. Doch die Erste Kammer verweigerte ihre Zustimmung.

### Die Initiative von 1902
1902 nahm die Sache wieder Schwung auf. Die Bahnanbindung von Lindenfels war in zwei Varianten denkbar: Entweder in nord-südlicher Richtung durch einen Lückenschluss zwischen Gersprenztal und Weschnitztalbahn oder mit einer Stichbahn aus östlicher Richtung vom Bahnhof Bensheim an der Bahnstrecke Frankfurt am Main–Heidelberg. In beiden Fällen führte die Trasse durch das Bergland des Odenwalds. Letztere Möglichkeit wurde wiederum in zwei Varianten verhandelt: Zunächst als Bahn in Normalspur oder eine billigere als Schmalspurbahn. Nach dem Vertrag zwischen dem Großherzogtum Hessen und dem Königreich Preußen über die Preußisch-Hessische Eisenbahngemeinschaft lag die Zuständigkeit für den Bau der Strecke in der Verantwortung des Landes Hessen, der Betrieb hätte von der Königlich Preußischen und Großherzoglich Hessischen Eisenbahndirektion Mainz oder einem privaten Betreiber liegen können.
Die Anlieger befürworteten das Projekt selbstverständlich. Die Regierung verhielt sich zögernd, da sie fürchtete, dass der Bau und Betrieb einer Gebirgsbahn nicht kostendeckend sein werde. Es bildete sich örtlich ein Komitee für den Bahnbau Bensheim–Lindenfels, das sich aus wirtschaftlichen Erwägungen für den Bau einer normalspurigen Bahn einsetzte, wegen der Finanzierungsschwierigkeiten aber notfalls auch eine Schmalspurbahn zu akzeptieren bereit war.
In der ersten Oktoberhälfte 1902 wurde von Reinhard Knoch & Friedrich Kallmayer aus Halle (Saale) die Planung einer schmalspurigen Nebenbahn von Bensheim nach Lindenfels in Bensheim zur Einsichtnahme für die Öffentlichkeit ausgelegt.

### Die Initiative ab 1907
1907 konkretisierte sich die Angelegenheit erneut: Die Eisenbahndirektion in Mainz gründete ein Projektbüro für Planung und Bau der Strecke in Bensheim, nachdem seitens der Regierung ein Beschluss zum Bau gefasst worden war. Der Kreis Bensheim war inzwischen als hauptsächlicher Kostenträger gewonnen worden. Die Continentale Eisenbahn-Bau- und Betriebs-Gesellschaft wiederum war gewonnen worden, um den Bau durchzuführen, die wesentlichen Bedingungen für die staatliche Konzession waren ausgehandelt. Diskutiert wurde noch, ob die Bahn durch das Schönberger Tal oder das Zeller Tal (über Gronau) geführt werden sollte. Im April 1909 soll eine Planung vorgelegen haben. 1912 stand dann fest, dass aus Kostengründen die Streckenführung nur über das Schönberger Tal möglich war, immer noch wurde über die Finanzierungsmodalitäten verhandelt. Im Juni 1912 beschloss der Kreisausschuss des Kreises Bensheim, für den Bahnbau einen Kredit von 1.250.000 Mark aufzunehmen. Im Februar 1913 fanden in den von der Planung tangierten Gemeinden die baupolizeilichen Ortstermine statt. Bis zum Ausbruch des Ersten Weltkriegs kam es jedoch nicht zum Baubeginn.

### Nach dem Ersten Weltkrieg
1928 gab es einen weiteren Versuch, die Bahnanbindung doch noch zu schaffen. Geplant war eine Überlandstraßenbahn mit Güterbeförderung zwischen Bensheim und Lindenfels. Erneut kam es aber nicht zum Bau.
1934 wurde eine „Reichsbahngüterkraftfahrlinie“ (auf der Straße) zwischen Bensheim und Lindenfels eingerichtet.

## Wissenswert
1931 erteilte das Hessische Finanzministerium (in seiner Funktion als Eisenbahnministerium) eine Konzession zum Bau und Betrieb einer meterspurigen, eingleisigen Straßenbahnstrecke vom Böllenfalltor in Darmstadt, als Verlängerung der dort endenden Straßenbahnlinie 2, nach Lindenfels. Auch dieses Projekt wurde nicht umgesetzt.